# Adárgama
Se llama adárgama a una especie de harina. 
Se hacía en la siguiente forma. Después de remojado y molido cada grano en tres o cuatro partes, se quitaba el afrecho, de suerte que quedasen limpias y descortezadas las granzas. Estas (a las que llaman también acemite) se volvían a moler muy menudamente y esta harina era la que se llamaba adárgama. De ella, se hacía pan de mucha sustancia. 